# Jacek Maciorowski
Jacek Maciorowski (ur. 13 lutego 1978) – polski piłkarz, w latach 1997–2022 występujący na pozycji obrońcy.

## Kariera klubowa
Wychowanek Zagłębia Lubin. Później występował w Prochowiczance Prochowice, Chrobrym Głogów, Śląsku Wrocław, Włókniarzu Mirsk, Pogoni Staszów, Stali Stalowa Wola, Stali Rzeszów, LZS Turbia i Pogoni Leżajsk. Karierę piłkarską zakończył po sezonie 2021/2022 w Sokole Nisko. Oficjalnie został pożegnany przez klub z Niska 13 sierpnia 2022 roku, przed meczem 1. kolejki IV ligi podkarpackiej przeciwko Igloopolowi Dębica.